# Sonic Drift
Sonic Drift (jap.: ソニック ドリフト, Hepburn: Sonikku Dorifuto) ist ein Rennspiel, das von Sega entwickelt und am 18. März 1994 ausschließlich in Japan für den Sega Game Gear veröffentlicht wurde. Das Spiel enthält die Charaktere Sonic the Hedgehog, Miles Tails Prower, Amy Rose und Dr. Eggman.
Das Spiel sollte nicht verwechselt werden mit seinem 1995 weltweit veröffentlichten Nachfolger Sonic Drift Racing, der in Japan den Titel Sonic Drift 2 trägt.

## Gameplay
Die vier Charaktere Sonic, Tails, Amy und Dr. Eggman (da das Spiel nur in Japan erschienen ist, trägt er in diesem Spiel nur diesen Namen) tragen Autorennen in ihren Fahrzeugen mit verschiedenen Vor- und Nachteilen aus. Sonic fährt einen rot-weißen Sportwagen namens The Cyclone, der sehr schnell ist, aber schwer zu kontrollieren. Tails’ Fahrzeug ist ein Formel-1-Wagen der 1960er Jahre mit dem Namen MTP-01 Wheelwind, welcher von den Attributen ausgeglichen ist, während Amys Cabrio The Breeze auf Kosten der Schnelligkeit gut kontrollierbar ist. Dr. Eggmans Egg Typhoon verfügt über eine hohe Höchstgeschwindigkeit, kommt aber am leichtesten von der Straße ab.
Auf Knopfdruck wird Gas gegeben oder gebremst und mit dem Steuerkreuz gelenkt. Auf der Rennstrecke befinden sich Ringe, rote Monitore (erhöht kurzzeitig die Geschwindigkeit), blaue Monitore (kurzzeitige Unverwundbarkeit) und Sprungfedern, die den Fahrer mit seinem Fahrzeug kurz in die Luft schleudern. Sammelt ein Charakter zwei Ringe, kann er seine jeweilige Spezialfähigkeit einsetzen: Sonic den Speed Dash (identisch mit dem roten Monitor), Tails den Jump over (identisch mit dem Sprungfeder-Item), Amy das Toss Heart (verringert die Geschwindigkeit der Gegenspieler) und Dr. Eggman die Drop Mine (derselbe Effekt wie bei einer Kollision).
Im Einzelspieler-Modus gibt es drei sogenannte Chaos Grand Prix, sortiert nach den Farben des grünen, gelben und roten Chaos Emerald. Jeder Grand Prix besteht aus sechs verschiedenen Strecken, die optisch immer die Zonen des ersten Sonic-Spiels repräsentieren (Green Hill Zone, Marble Zone, Spring Yard Zone, Labyrinth Zone, Star Light Zone und Scrap Brain Zone). Pro Strecke werden drei Runden gefahren. Entsprechend nach der Platzierung werden Punkte verteilt, die zum Schluss zusammengerechnet werden. In Modus Free Run kann trainiert werden, der Versus-Modus fungiert als Mehrspieler-Modus, wenn zwei Sega Game Gear mit dem Gear-to-Gear-Kabel miteinander verbunden wurden.

## Entwicklung
Als allererstes Rennspiel von Sonic entstand Sonic Drift als Antwort auf Nintendos Super Mario Kart. Ursprünglich war auch Flicky als Fahrer eingeplant, wurde dann aber durch Amy Rose ersetzt. Es ist das erste Spiel, in dem Amy Rose oder Dr. Eggman spielbar sind. Ein ursprünglich angedachter Release für die USA und Europa entfiel im Hinblick auf den bald erscheinenden, verbesserten Nachfolger Sonic Drift Racing.

## Neuveröffentlichungen und Nachfolger
Sonic Drift war auf Sonic Adventure DX: Director's Cut (2003, Nintendo GameCube, PC), Sonic Mega Collection Plus (2004, PlayStation 2, Xbox, PC), Sonic PC Collection (2009, PC) und Sonic Origins Plus (2023) enthalten.
Der direkte Nachfolger, in Japan als Sonic Drift 2 bekannt, trägt in Europa den Titel Sonic Drift Racing, da dort der erste Teil nicht erschienen ist. Im Laufe der Zeit entstanden mit Sonic R (1997, Sega Saturn), der Sonic-Riders-Serie, sowie Sonic & Sega All-Stars Racing (2010), Sonic & All-Stars Racing Transformed (2012) und Team Sonic Racing (2019) weitere Sonic-Spiele des Rennspiel-Genres.

## Rezeption
Sonic Drift erhielt mäßige Wertungen. Aufgrund der technischen Limitierung des Sega Game Gear empfand das Magazin GameSpy das Spiel „größtenteils unspielbar“. Eurogamer bezeichnete es als „ein furchtbares, furchtbares Rennspiel, dessen flackender Wahnsinn körperlich krank macht“.